# 杜錫
杜錫，字世嘏，京兆杜陵人（今陝西西安），西晉尚書左丞。名將杜預之子，名士杜乂之父，成恭皇后杜陵之祖父。

## 生平
杜錫年少之時已有盛名，初仕為長沙王司馬乂府中文學一職，累升至太子中舍人。杜錫性格忠心而剛烈，為人耿直，經常向皇太子司馬遹犯顏強諫，言辭懇切認真，令司馬遹相當厭恨。司馬遹竟命人在杜錫的坐氈中安置刺針，令杜錫每次坐下時都被尖針所刺，受痛流血。司馬遹更諷刺杜錫說：「你這麼喜歡責怪別人，為甚麼會淪落得如此自作自受的境地啊？」著名成語「如坐針氈」典出於此。
杜錫不久轉任衛將軍長史。趙王司馬倫篡位時，以杜錫為治書御史。當時協助趙王廢帝自立的中書令孫秀亦想結交杜錫，可是杜錫卻拒絕與他交往，孫秀雖然對此懷恨在心，但因為忌憚杜錫名氣，而不敢加害。後來晉惠帝復辟，打算升杜錫為吏部郎、城陽郡太守，但杜錫不受此職，只遷任尚書左丞。48歲逝世，朝廷追贈散騎常侍。其子杜乂嗣位，其事在《晉書·外戚傳》中有載。

## 杜錫婢
干寶志怪作品《搜神記》卷15中，載有一則杜錫家中婢女的奇異故事。
一次杜錫家中辦喪事，落葬時卻不慎將一名婢女亦誤封在墓穴之中。十餘年後，杜錫家中由於要進行合葬，因此將當年的墓穴打開，卻發現那名婢女竟然尚生存著。那婢女更指被封閉的時間只好像睡了一覺般，而且好像只過了一兩天而已。這名婢女遭埋時只有十五、六歲的年紀，但十餘年後重開墓穴之時，她仍然是少女的模樣。此後再過十餘年，婢女出嫁，誕下兒子，一切如常。

## 家族

### 曾祖父
- 杜畿：曹魏官吏和將領，官至尚書僕射。

### 祖父
- 杜恕：曹魏官員、學者。官至幽州刺史，後被彈劾而貶為庶人。

### 父
- 杜預：西晉著名將領和學者，參與晉滅吳之戰。

### 子
- 杜乂：西晉丹陽丞，一時名士，著名美男子。

### 孫女
- 杜陵：晉成帝司馬衍的皇后。

## 備註
1. ↑  《搜神記》原文：「晉世杜錫，字世嘏，家葬而婢誤不得出。後十餘年，開冢祔葬，而婢尚生。云：『其始如瞑目。有頃漸覺。』問之，自謂：『當一再宿耳。』初婢埋時，年十五六，及開冢後，姿質如故。更生十五六年，嫁之，有子。」